# Liste der Ständeräte des Kantons Schwyz
Diese Liste zeigt alle Mitglieder des Ständerates aus dem Kanton Schwyz seit der Gründung des Bundesstaates im Jahr 1848 bis heute.

## Parteiabkürzungen
- CVP: Christlichdemokratische Volkspartei
- FDP: Freisinnig-Demokratische Partei, seit 2009 FDP.Die Liberalen
- KCV: Konservativ-Christlichsoziale Volkspartei
- KVP: Schweizerische Konservative Volkspartei
- Mitte: Die Mitte
- SVP: Schweizerische Volkspartei

## Ständeräte
| Name                            | Partei/Fraktion                | Amtszeit            | Geboren | Gestorben |
| ------------------------------- | ------------------------------ | ------------------- | ------- | --------- |
| Dominik Auf der Maur            | KVP/KCV                        | 1950–1967           | 1896    | 1978      |
| Xaver auf der Maur              | Katholisch-Konservative        | 1854–1861           | 1822    | 1904      |
| Nikolaus Benziger               | Katholisch-Konservative        | 1905–1908           | 1830    | 1908      |
| Hans Bisig                      | FDP                            | 1991–1999           | 1942    |           |
| Toni Dettling                   | FDP                            | 1999–2003           | 1943    |           |
| Alois Dobler                    | CVP                            | 1975–1991           | 1929    |           |
| Josef Meinrad Benedikt Düggelin | Katholisch-Konservative        | 1853–1858           | 1824    | 1867      |
| Peter Föhn                      | SVP                            | 2011–2019           | 1952    |           |
| Bruno Frick                     | CVP                            | 1991–2011           | 1953    |           |
| Petra Gössi                     | FDP                            | 2023–               | 1976    |           |
| Anton Gwerder                   | KVP                            | 1947–1949           | 1894    | 1949      |
| Joseph von Hettlingen           | Katholisch-Konservative        | 1862–1873 1874–1887 | 1827    | 1887      |
| Kaspar Krieg                    | Katholisch-Konservative        | 1848–1849 1850–1852 | 1820    | 1870      |
| Karl Kümin                      | Katholisch-Konservative        | 1885–1905           | 1835    | 1906      |
| Alex Kuprecht                   | SVP                            | 2003–2023           | 1957    |           |
| Heinrich Oechslin               | KCV/CVP                        | 1959–1975           | 1913    | 1985      |
| Martin Ochsner                  | KVP                            | 1908–1939           | 1862    | 1939      |
| Franz Anton Oetiker             | Katholisch-Konservative        | 1849–1850           | 1809    | 1852      |
| Joseph Räber                    | KVP                            | 1915–1928           | 1872    | 1934      |
| Nazar von Reding                | Liberale                       | 1853–1854           | 1806    | 1865      |
| Rudolf von Reding               | Katholisch-Konservative        | 1905–1911           | 1859    | 1926      |
| Karl Reichlin                   | Katholisch-Konservative        | 1873–1874 1887–1905 | 1841    | 1924      |
| Othmar Reichmuth                | CVP (bis 2020) Mitte (ab 2021) | 2019–2023           | 1964    |           |
| Xaver Reichmuth                 | CVP                            | 1983–1991           | 1931    | 2013      |
| Karl von Schorno                | Katholisch-Konservative        | 1848–1852           | 1813    | 1874      |
| Pirmin Schwander                | SVP                            | 2023–               | 1961    |           |
| Josef Maria Schuler             | KVP                            | 1911–1915           | 1882    | 1915      |
| Fritz Stähli                    | KVP/KCV                        | 1939–1959           | 1895    | 1961      |
| Johann Michael Stählin          | Katholisch-Konservative        | 1867–1872           | 1805    | 1874      |
| Johann Anton Steinegger         | Katholisch-Konservative        | 1858–1867           | 1811    | 1867      |
| Adolf Suter                     | KVP                            | 1928–1947           | 1882    | 1947      |
| Marianus Theiler                | Katholisch-Konservative        | 1872–1885           | 1837    | 1893      |
| Josef Ulrich                    | KCV/CVP                        | 1967–1983           | 1916    | 2007      |

## Quelle
- Datenbank aller Ratsmitglieder